# 900

900(구백)은 899보다 크고 901보다 작은 자연수다.

## 수학
- 합성수로, 그 약수는 총 27개다. (1, 2, 3, 4, 5, 6, 9, 10, 12, 15, 18, 20, 25, 30, 36, 45, 50, 60, 75, 90, 100, 150, 180, 225, 300, 450, 900)
  - 900의 진약수의 합은 1921이므로, 900은 과잉수다.
- 30번째 제곱수(302)다. 앞의 제곱수는 841, 다음 제곱수는 961이다.
- 자릿수 제곱합이 제곱수인 73번째 자연수다. 이 성질을 지닌 앞의 수는 884, 다음 수는 926이다. (OEIS의 수열 A175396)
  - {\displaystyle 9^{2}+0^{2}+0^{2}=81+0+0=81=9^{2}}
- {\displaystyle 900=18^{2}+24^{2}}
  - 연속하는 두 개의 {\displaystyle 6n}({\displaystyle n}은 자연수)의 제곱합으로 나타낼 수 있으며, 이 성질을 지닌 앞의 수는 468, 다음 수는 1476이다.
- {\displaystyle 900=2^{5}\times 3^{3}+6^{2}}
- {\displaystyle 7^{12}-1}은 900으로 나누어떨어진다.
- 칠각형의 모든 내각의 합은 900°다.

## 과학·기술
- NGC 900(영어판): 양자리 방향에 있는 렌즈형은하.
- 노키아 루미아 900: 노키아의 스마트폰.

## 교통

### 철도
- 900계(일본어판): 일본에서 숫자 900을 사용하는 철도 차량들을 일컫는 용어.
- 900호대 증기 기관차
- 대한민국 철도청 900호대 증기 기관차

## 문화유산
- 대한민국의 보물 제900호: 부안김씨 종중 고문서 일괄

## 기타
- 연도: 900년, 기원전 900년
- 900년대
- 한국십진분류법에서 역사에 관한 책들이 분류되는 번호.

## 900번대의 다른 자연수
- 900번대 자연수 중 쌍둥이 소수쌍은 없다.

### 901~909
- 901 (구백일, CMI, 38516) = 17×53
  - 271번째 반소수, 25번째 중심있는 삼각수.
- 902 (구백이, CMII, 38616) = 2×11×41
  - 120번째 쐐기수, 81번째 불가촉수.
- 903 (구백삼, CMIII, 38716) = 3×7×43
  - 121번째 쐐기수, 42번째 삼각수.
- 904 (구백사, CMIV, 38816) = 23×113
- 905 (구백오, CMV, 38916) = 5×181
  - 272번째 반소수.
  - 피타고라스 삼조의 빗변의 길이. ({\displaystyle 905^{2}=464^{2}+777^{2}=616^{2}+663^{2}})
- 906 (구백육, CMVI, 38A16) = 2×3×151
  - 122번째 쐐기수.
- 907 (구백칠, CMVII, 38B16): 155번째 소수.
- 908 (구백팔, CMVIII, 38C16) = 22×227
- 909 (구백구, CMIX, 38D16) = 32×101
  - 회문수.

### 910~919
- 910 (구백십, CMX, 38E16) = 2×5×7×13
- 911 (구백십일, CMXI, 38F16): 156번째 소수.
  - 36번째 소피 제르맹 소수(↔ 1823).
- 912 (구백십이, CMXII, 39016) = 24×3×19
  - 15번째 펜타나치 수.
- 913 (구백십삼, CMXIII, 39116) = 11×83
  - 273번째 반소수.
- 914 (구백십사, CMXIV, 39216) = 2×457
  - 274번째 반소수.
- 915 (구백십오, CMXV, 39316) = 3×5×61
  - 123번째 쐐기수.
- 916 (구백십육, CMXVI, 39416) = 22×229
- 917 (구백십칠, CMXVII, 39516) = 7×131
  - 275번째 반소수.
- 918 (구백십팔, CMXVIII, 39616) = 2×33×17
- 919 (구백십구, CMXIX, 39716): 157번째 소수.
  - 37번째 슈퍼 소수, 19번째 회문 소수, 18번째 중심있는 육각수.

### 920~929
- 920 (구백이십, CMXX, 39816) = 23×5×23
- 921 (구백이십일, CMXXI, 39916) = 3×307
  - 276번째 반소수.
- 922 (구백이십이, CMXXII, 39A16) = 2×461
  - 277번째 반소수.
- 923 (구백이십삼, CMXXIII, 39B16) = 13×71
  - 278번째 반소수.
- 924 (구백이십사, CMXXIV, 39C16) = 22×3×7×11
  - 14번째 십이각수.
  - 7부터 14까지 연속하는 자연수 8개의 제곱합.
- 925 (구백이십오, CMXXV, 39D16) = 52×37
  - 25번째 오각수, 22번째 중심있는 사각수.
  - 피타고라스 삼조의 빗변의 길이. ({\displaystyle 925^{2}=43^{2}+924^{2}=533^{2}+756^{2}})
- 926 (구백이십육, CMXXVI, 39E16) = 2×463
  - 279번째 반소수, 82번째 불가촉수.
- 927 (구백이십칠, CMXXVII, 39F16) = 32×103
  - 14번째 트리보나치 수.
- 928 (구백이십팔, CMXXVIII, 3A016) = 25×29
  - 83부터 127까지 연속하는 소수 9개의 합.
- 929 (구백이십구, CMXXIX, 3A116): 158번째 소수.
  - 20번째 회문 소수, 가장 큰 세 자리 회문 소수.

### 930~939
- 930 (구백삼십, CMXXX, 3A216) = 2×3×5×31
- 931 (구백삼십일, CMXXXI, 3A316) = 72×19
- 932 (구백삼십이, CMXXXII, 3A416) = 22×233
- 933 (구백삼십삼, CMXXXIII, 3A516) = 3×311
  - 280번째 반소수.
- 934 (구백삼십사, CMXXXIV, 3A616) = 2×467
  - 281번째 반소수, 83번째 불가촉수.
- 935 (구백삼십오, CMXXXV, 3A716) = 5×11×17
  - 124번째 쐐기수.
- 936 (구백삼십육, CMXXXVI, 3A816) = 23×32×13
  - 84번째 불가촉수, 18번째 팔각수, 12번째 십육각수, 12번째 오각뿔수.
- 937 (구백삼십칠, CMXXXVII, 3A916): 159번째 소수.
  - 피타고라스 삼조의 빗변의 길이. ({\displaystyle 937^{2}=215^{2}+912^{2}})
- 938 (구백삼십팔, CMXXXVIII, 3AA16) = 2×7×67
  - 125번째 쐐기수.
- 939 (구백삼십구, CMXXXIX, 3AB16) = 3×313
  - 회문수, 282번째 반소수.

### 940~949
- 940 (구백사십, CMXL, 3AC16) = 22×5×47
- 941 (구백사십일, CMXLI, 3AD16): 160번째 소수.
- 942 (구백사십이, CMXLII, 3AE16) = 2×3×157
  - 126번째 쐐기수.
- 943 (구백사십삼, CMXLIII, 3AF16) = 23×41
  - 283번째 반소수.
- 944 (구백사십사, CMXLIV, 3B016) = 24×59
- 945 (구백사십오, CMXLV, 3B116) = 33×5×7
  - 가장 작은 홀수 과잉수(진약수의 합: 975).
  - 3부터 9까지 연속하는 네 홀수의 곱, 1부터 9까지 연속하는 홀수 5개의 곱, 모든 한 자리 홀수의 곱.
- 946 (구백사십육, CMXLVI, 3B216) = 2×11×43
  - 127번째 쐐기수, 43번째 삼각수, 11번째 육각뿔수.
- 947 (구백사십칠, CMXLVII, 3B316): 161번째 소수.
- 948 (구백사십팔, CMXLVIII, 3B416) = 22×3×79
- 949 (구백사십구, CMXLIX, 3B516) = 13×73
  - 회문수, 284번째 반소수.
  - 피타고라스 삼조의 빗변의 길이. ({\displaystyle 949^{2}=301^{2}+900^{2}=420^{2}+851^{2}})

### 950~959
- 950 (구백오십, CML, 3B616) = 2×52×19
- 951 (구백오십일, CMLI, 3B716) = 3×317
  - 285번째 반소수, 20번째 중심있는 오각수.
- 952 (구백오십이, CMLII, 3B816) = 23×7×17
- 953 (구백오십삼, CMLIII, 3B916): 162번째 소수.
  - 37번째 소피 제르맹 소수(↔ 1907), 17번째 중심있는 칠각수.
  - 피타고라스 삼조의 빗변의 길이. ({\displaystyle 953^{2}=615^{2}+728^{2}})
- 954 (구백오십사, CMLIV, 3BA16) = 2×32×53
- 955 (구백오십오, CMLV, 3BB16) = 5×191
  - 286번째 반소수.
  - 10부터 15까지 연속하는 자연수 6개의 제곱합.
- 956 (구백오십육, CMLVI, 3BC16) = 22×239
- 957 (구백오십칠, CMLVII, 3BD16) = 3×11×29
  - 128번째 쐐기수.
- 958 (구백오십팔, CMLVIII, 3BE16) = 2×479
  - 287번째 반소수.
- 959 (구백오십구, CMLIX, 3BF16) = 7×137
  - 회문수, 288번째 반소수.

### 960~969
- 960 (구백육십, CMLX, 3C016) = 26×3×5
  - 15번째 십일각수.
- 961 (구백육십일, CMLXI, 3C116) = 312
  - 289번째 반소수.
- 962 (구백육십이, CMLXII, 3C216) = 2×13×37
  - 129번째 쐐기수.
  - 연속하는 세 자연수(3, 4, 5)의 네제곱합.
  - 자릿수 제곱합이 제곱수인 가장 큰 세 자리 수. (OEIS의 수열 A175396)
- 963 (구백육십삼, CMLXIII, 3C316) = 32×107
- 964 (구백육십사, CMLXIV, 3C416) = 22×241
  - 85번째 불가촉수.
  - {\displaystyle 964=5^{2}+11^{2}+17^{2}+23^{2}}
- 965 (구백육십오, CMLXV, 3C516) = 5×193
  - 290번째 반소수.
  - 피타고라스 삼조의 빗변의 길이. ({\displaystyle 965^{2}=124^{2}+957^{2}=387^{2}+884^{2}})
  - 서로 다른 두 소수(2, 31)의 제곱합으로 나타낼 수 있는 20번째 반소수.
- 966 (구백육십육, CMLXVI, 3C616) = 2×3×7×23
  - 86번째 불가촉수.
  - 14부터 17까지 연속하는 네 자연수의 제곱합.
- 967 (구백육십칠, CMLXVII, 3C716): 163번째 소수.
  - 38번째 슈퍼 소수.
- 968 (구백육십팔, CMLXVIII, 3C816) = 23×112
  - 12번째 아킬레스 수.
- 969 (구백육십구, CMLXIX, 3C916) = 3×17×19
  - 회문수, 130번째 쐐기수, 17번째 구각수, 17번째 사면체수.
  - 인류 역사상 최장수 인물인 ‘므두셀라’가 누린 햇수.

### 970~979
- 970 (구백칠십, CMLXX, 3CA16) = 2×5×97
  - 131번째 쐐기수, 20번째 칠각수.
- 971 (구백칠십일, CMLXXI, 3CB16): 164번째 소수.
  - 서로 다른 세 소수(3, 11, 29)의 제곱합으로 나타낼 수 있는 12번째 소수.
- 972 (구백칠십이, CMLXXII, 3CC16) = 22×35
  - 13번째 아킬레스 수, 가장 큰 세 자리 아킬레스 수.
- 973 (구백칠십삼, CMLXXIII, 3CD16) = 7×139
  - 291번째 반소수.
- 974 (구백칠십사, CMLXXIV, 3CE16) = 2×487
  - 292번째 반소수.
  - 연속하는 세 자연수(17, 18, 19)의 제곱합.
  - {\displaystyle 974=3^{2}+10^{2}+17^{2}+24^{2}}
- 975 (구백칠십오, CMLXXV, 3CF16) = 3×52×13
- 976 (구백칠십육, CMLXXVI, 3D016) = 24×61
  - 87번째 불가촉수, 16번째 헥사나치 수, 16번째 십각수, 26번째 중심있는 삼각수.
- 977 (구백칠십칠, CMLXXVII, 3D116) 165번째 소수.
  - 피타고라스 삼조의 빗변의 길이. ({\displaystyle 977^{2}=248^{2}+945^{2}})
- 978 (구백칠십팔, CMLXXVIII, 3D216) = 2×3×163
  - 132번째 쐐기수.
  - 제곱 인수가 없는 가장 큰 세 자리 과잉수.
  - 2부터 5까지 연속하는 네 자연수의 네제곱합.
- 979 (구백칠십구, CMLXXIX, 3D316) = 11×89
  - 회문수, 293번째 반소수.
  - 5 이하의 모든 자연수의 네제곱합.

### 980~989
- 980 (구백팔십, CMLXXX, 3D416) = 22×5×72
- 981 (구백팔십일, CMLXXXI, 3D516) = 32×109
- 982 (구백팔십이, CMLXXXII, 3D616) = 2×491
  - 294번째 반소수, 88번째 불가촉수.
- 983 (구백팔십삼, CMLXXXIII, 3D716): 166번째 소수.
  - 25번째 안전 소수(↔ 491).
- 984 (구백팔십사, CMLXXXIV, 3D816) = 23×3×41
- 985 (구백팔십오, CMLXXXV, 3D916) = 5×197
  - 295번째 반소수.
  - 5부터 14까지 연속하는 10개의 자연수의 제곱합.
- 986 (구백팔십육, CMLXXXVI, 3DA16) = 2×17×29
  - 133번째 쐐기수.
- 987 (구백팔십칠, CMLXXXVII, 3DB16) = 3×7×47
  - 134번째 쐐기수, 16번째 피보나치 수.
- 988 (구백팔십팔, CMLXXXVIII, 3DC16) = 22×13×19
  - 18번째 케이크 수.
- 989 (구백팔십구, CMLXXXIX, 3DD16) = 23×43
  - 회문수, 296번째 반소수.

### 990~999
- 990 (구백구십, CMXC, 3DE16) = 2×32×5×11
  - 44번째 삼각수, 가장 큰 세 자리 삼각수.
  - 연속하는 세 자연수(9, 10, 11)의 곱.
  - 12부터 16까지 연속하는 자연수 5개의 제곱합.
  - {\displaystyle 990=15^{2}+18^{2}+21^{2}}
- 991 (구백구십일, CMXCI, 3DF16): 167번째 소수.
  - 39번째 슈퍼 소수.
- 992 (구백구십이, CMXCII, 3E016) = 25×31,
- 993 (구백구십삼, CMXCIII, 3E116) = 3×331
  - 297번째 반소수.
- 994 (구백구십사, CMXCIV, 3E216) = 2×7×71
  - 135번째 쐐기수, 가장 큰 세 자리 쐐기수.
- 995 (구백구십오, CMXCV, 3E316) = 5×199
  - 298번째 반소수.
  - {\displaystyle 995=9^{2}+17^{2}+25^{2}}
- 996 (구백구십육, CMXCVI, 3E416) = 22×3×83
  - 89번째 불가촉수, 가장 큰 세 자리 불가촉 수.
  - 가장 큰 세 자리 과잉수.
  - {\displaystyle 996=1^{2}+9^{2}+17^{2}+25^{2}}
- 997 (구백구십칠, CMXCVII, 3E516): 168번째 소수.
  - 가장 큰 세 자리 소수.
  - 피타고라스 삼조의 빗변의 길이. ({\displaystyle 997^{2}=372^{2}+925^{2}})
- 998 (구백구십팔, CMXCVIII, 3E616) = 2×499
  - 299번째 반소수, 가장 큰 세 자리 반소수.
- 999 (구백구십구, CMXCIX, 3E716) = 33×37
  - 회문수, 8번째 카프리카 수[a].